# Lancia Thema (2011)
|  | Denne artikel omhandler den nye Lancia Thema fra 2011. For den oprindelige model fra 1980'erne, se Lancia Thema. |
Lancia Thema er en bilmodel fra Lancia. Modellen kom på markedet i 2011 og afløste  Lancia Thesis, som udgik i 2009.
Modellen er en omdøbt udgave af Chrysler 300.
Motorprogrammet omfatter en benzinmotor på 3,6 liter med 292 hk og en dieselmotor på 3,0 liter med 190 eller 224 hk.
I øjeblikket importeres Lancia ikke officielt til Danmark, og det er uafklaret om importen vil blive genoptaget.